# Saint-Groux
Saint-Groux – miejscowość i gmina we Francji, w regionie Nowa Akwitania, w departamencie Charente.
Według danych na rok 1990 gminę zamieszkiwało 114 osób, a gęstość zaludnienia wynosiła 25 osób/km² (wśród 1467 gmin regionu Poitou-Charentes, Saint-Groux plasuje się na 877. miejscu pod względem liczby ludności, natomiast pod względem powierzchni na miejscu 1090.).